# Los dineros del diablo
Los dineros del diablo és una pel·lícula mexicana de 1953 dirigida per Alejandro Galindo i protagonitzada per Amalia Aguilar i Roberto Cañedo.

## Sinopsi
Manuel (Roberto Cañedo), un obrer d'una fàbrica tèxtil, coneix accidentalment a Estrella (Amalia Aguilar), una rumbera que li ofereix diners per la seva ajuda, ell ho rebutja, però davant la mort del seu pare i la necessitat de diners per a vetllar-ho, acudeix a ella que ho posa en contacte amb El Gitano (Víctor Parra), un gàngster, que, encara que primer el rebutja, després l'incorpora a la seva banda, i amb la seva ajuda roben la fàbrica en la qual Manuel treballa. La policia, deté al cap de Manuel (pare de la noia que li agrada), però després la policia descobreix quin Manuel és el culpable. Aquest fuig i es refugia amb El Gitano i la seva banda. En un enfrontament, el tracta de matar el Gitano. Quan la policia arriba per a detenir-los, Manuel es mostra penedit, i en crosses, és traslladat amb tren a una presó.

## Elenc
- Amalia Aguilar... Estrella
- Roberto Cañedo... Manuel Olea
- Víctor Parra... El Gitano
- Arturo Soto Rangel... Don Teodoro
- Prudència Griffel... Sra. Olea

## Producció
Després de l'èxit de la cinta Una família de tantes (1948), el director Alejandro Galindo i l'actor David Silva van tenir, per separat, una atapeïda agenda de treball. Això d'alguna manera va impedir que Silva protagonitzés Els diners del diable, pensada per a ser estelarizada per ell i que va acabar protagonitzada per Roberto Cañedo i Víctor Parra en el paper de vilà.